# Víctor Sanchís
Víctor Sanchís García (Barcelona, 28 de marzo de 2001) es un futbolista español que juega como defensa en el Club Deportivo Teruel  de la Primera División RFEF.

## Trayectoria
Barcelonés, se forma en las canteras del CF Damn y RCD Espanyol. El 12 de septiembre de 2020, tras finalizar su etapa como juvenil, firma por el Ourense CF de la extinta Tercera División. Debuta con el conjunto gallego el 18 de octubre, partiendo como titular en la primera jornada de liga en una derrota por 1-2 frente al CD Ribadumia. Anota además su primer gol el siguiente 5 de diciembre para anotar el segundo en la victoria por 3-1 frente a la UD Ourense en el derbi de la ciudad.
El 7 de julio de 2021 se oficializa su incorporación al CD Mirandés, siendo asignado a su filial en la Tercera División RFEF. Consigue debutar con el primer equipo el 1 de diciembre, partiendo como titular en una goleada por 3-0 frente al CD San Roque de Lepe en Copa del Rey.
Su debut profesional llega el 16 de diciembre de 2021, empezando como titular en una victoria por 2-1 frente al CD Lugo también en Copa del Rey.

## Clubes
| Club            | País   | Año             |
| --------------- | ------ | --------------- |
| Ourense CF      | España | 2020-2021       |
| CD Mirandés "B" | España | 2021-Actualidad |
| CD Mirandés     | España | 2021-Actualidad |